# Percoca giallona di Siano
La percoca giallona di Siano è una varietà molto particolare del frutto commestibile prodotto dal pesco (Prunus persica). La regione Campania ha ottenuto dal Ministero il riconoscimento per la "percoca giallona di Siano" di prodotto tradizionale.

## Descrizione
Presenta un frutto di media pezzatura, di forma rotonda, con epidermide gialla e sovracolore rosa, polpa giallo chiaro, molto consistente e di ottimo sapore. La zona di produzione tipica è la vallata di Siano (nota anche come "valle dell'Orco"). È consumata quasi sempre associata al vino rosso o bianco, immersa in brocche di ceramica.
È nota anche la sagra paesana della "Percoca nel vino", che si tiene, sempre nel paese di Siano, ogni anno nel periodo di maturazione del frutto.